# Ataenius punctipennis
Ataenius punctipennis är en skalbaggsart som beskrevs av Edgar von Harold 1868. Ataenius punctipennis ingår i släktet Ataenius och familjen Aphodiidae. Inga underarter finns listade.